# Geovane Luís da Silva
Geovane Luís da Silva (ur. 21 czerwca 1971 w Carandaí) – brazylijski duchowny katolicki, w latach 2017–2023 biskup pomocniczy Belo Horizonte, biskup diecezji Divinópolis od 2023.

## Życiorys
Święcenia kapłańskie przyjął 21 czerwca 1997 i został inkardynowany do archidiecezji Mariana. Pracował głównie jako duszpasterz parafialny i jako pracownik diecezjalnych seminariów. Był także m.in. kierownika archidiecezjalnego muzeum (1999–2003), regionalnego duszpasterza liturgicznego oraz wikariusza biskupiego (2013–2016).
21 grudnia 2016 papież Franciszek mianował go biskupem pomocniczym archidiecezji Belo Horizonte oraz biskupem tytularnym Mons in Numidia. Sakry udzielił mu 25 marca 2017 arcybiskup Geraldo Lyrio Rocha.
19 kwietnia 2023 został mianowany ordynariuszem diecezji Divinópolis. Ingres do katedry diecezjalnej odbył 17 czerwca 2023.